# Charlotte Atkins
Charlotte Atkins, född 24 september 1950 i Chelmsford, är en brittisk politiker inom Labour. Hon representerade valkretsen Staffordshire Moorlands i brittiska underhuset från 1997 till 2010.
Hon har tagit examen från London School of Economics.